# 孫校
孫校（1502年—？），字右文，號明軒，浙江嘉興府平湖縣人，明朝政治人物。

## 生平
嘉靖四年（1525年）浙江鄉試第二十四名舉人，嘉靖十一年（1532年）壬辰科会试第二百九十四名，第三甲第一百四十八名進士。禮部觀政，歷工、兵二部主事，謫廣東市舶司提舉，陞南京刑部郎中，出爲四川重夔兵備副使，郡祀鄉賢。。

## 家族
曾祖孫瑫，以子孫迪成化己未进士封御史；祖孫逵，廪生，輸赈，题旌“尚義之門”；父孫紱，監生，封工部主事；母周氏。嚴侍下，妻包氏。
兄孫槃（監生、州同），弟孫志榮（監生）；孫志道，號玉淵，生员，長子孙光启（癸未进士，封副使）；次子孫光裕（辛丑進士）；栻；楫；禾；柷；柱，俱生员。
長子孫詩（應天己卯舉人，荊州通判）；次子孫諫（廩生）。孫時彥（禮部儒士 諫出）；夢聖（增廣生 詩出）。曾孫胤昌、胤奇（俱時彥出）；文徽、文明、文銓（俱夢聖出）。